# Géopélie zébrée
Geopelia striata · Colombe zébrée, Colombine zébrée, Tourterelle striée
Espèce
Statut de conservation UICN

 LC  : Préoccupation mineure
La Géopélie zébrée (Geopelia striata) est une espèce d'oiseaux de la famille des Columbidés.

## Dénominations
- Nom scientifique valide : Geopelia striata Linnaeus, 1766[1]
- Nom normalisé en français (CINFO) : Géopélie zébrée[1],[2],[3] (Zebra Dove en anglais[4])
- Autres noms vulgaires (vulgarisation scientifique) : Colombe zébrée[1],[2],[5],[6], Colombine zébrée[1],[3], Colombe striée[1],[5], Tourterelle striée[1],[3], Tourterelle zébrée[1],[3]
- Noms vernaculaires (langage courant), pouvant éventuellement désigner d'autres espèces : petite tourterelle (île Maurice)[7], tourterelle pays (La Réunion)[8], colombe, tourterelle, etc.

## Description
La géopélie zébrée est une petite tourterelle d'une vingtaine de centimètres. Sa tête est gris bleu pâle. Le dessus du corps est gris brun clair. Toutes les plumes du cou aux sus-caudales sont marquées d'une mince ligne apicale noire qui donne l'aspect strié caractéristique de cette espèce. La gorge est bleu pâle. Cette coloration passe au rose vineux sur la poitrine et le ventre qui sont barrés de noir. La queue gris brun est longue. L'extrémité des rectrices externes sont blanches. Les rémiges sont rousses. Le bec est gris bleu, les yeux et les paupières bleu pâle et les pattes roses.
Son chant est constitué de roulades douces et monotones, appuyées sur la première syllabe et émises à intervalles brefs, parfois pendant un long moment.

## Répartition
Cette espèce est originaire d'Australie et des îles indo-malaises.[citation nécessaire] Elle a été introduite au XVIIe siècle aux Chagos, à Providence, à Rodrigues et à Maurice, où elle est appelée petite tourterelle, en provenance des îles de la Sonde et de Malaisie. Elle peuple également la Réunion, où elle est appelée tourterelle pays. Elle a en outre été introduite en Polynésie française dans les années 1950 où elle est devenue courante sur le littoral des îles de la Société.

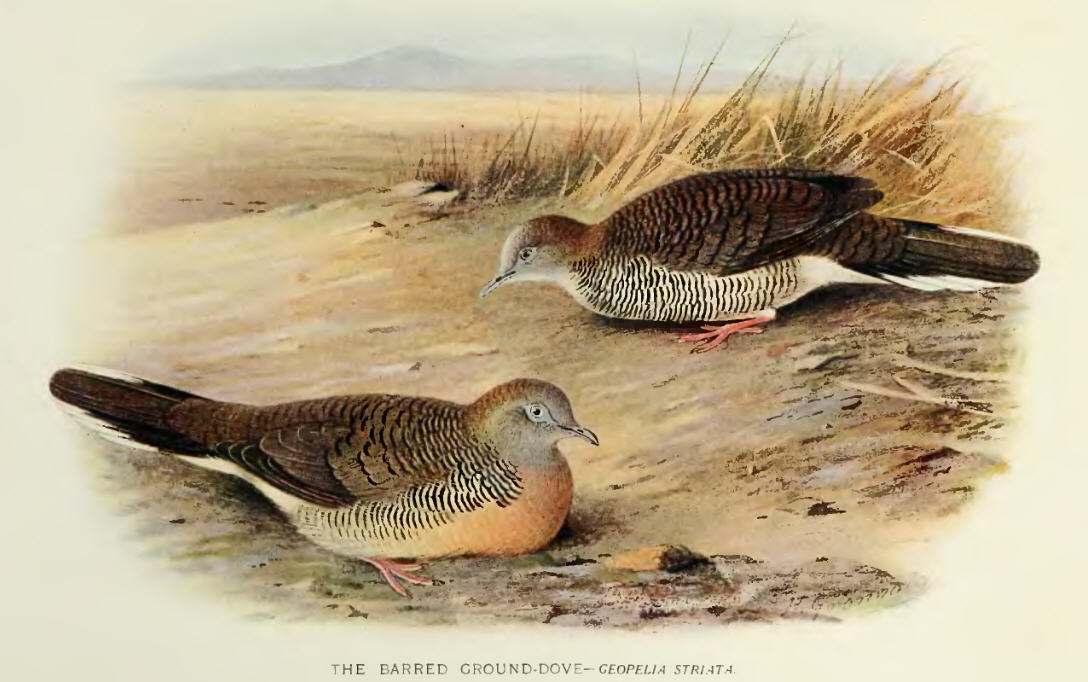
Planche ornithologique (couple)
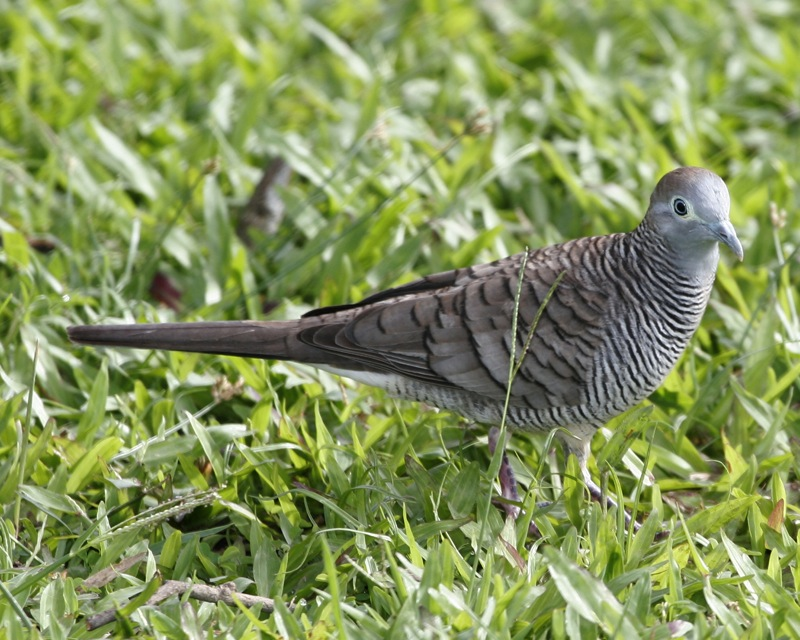
Géopélie zébrée (femelle)
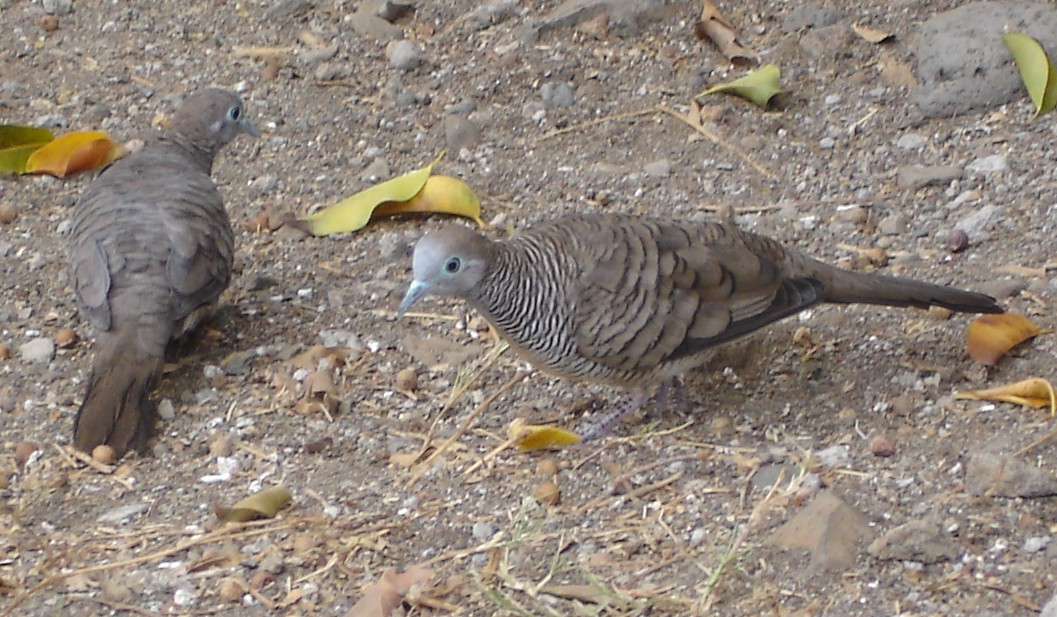
« Tourterelles pays » à La Réunion
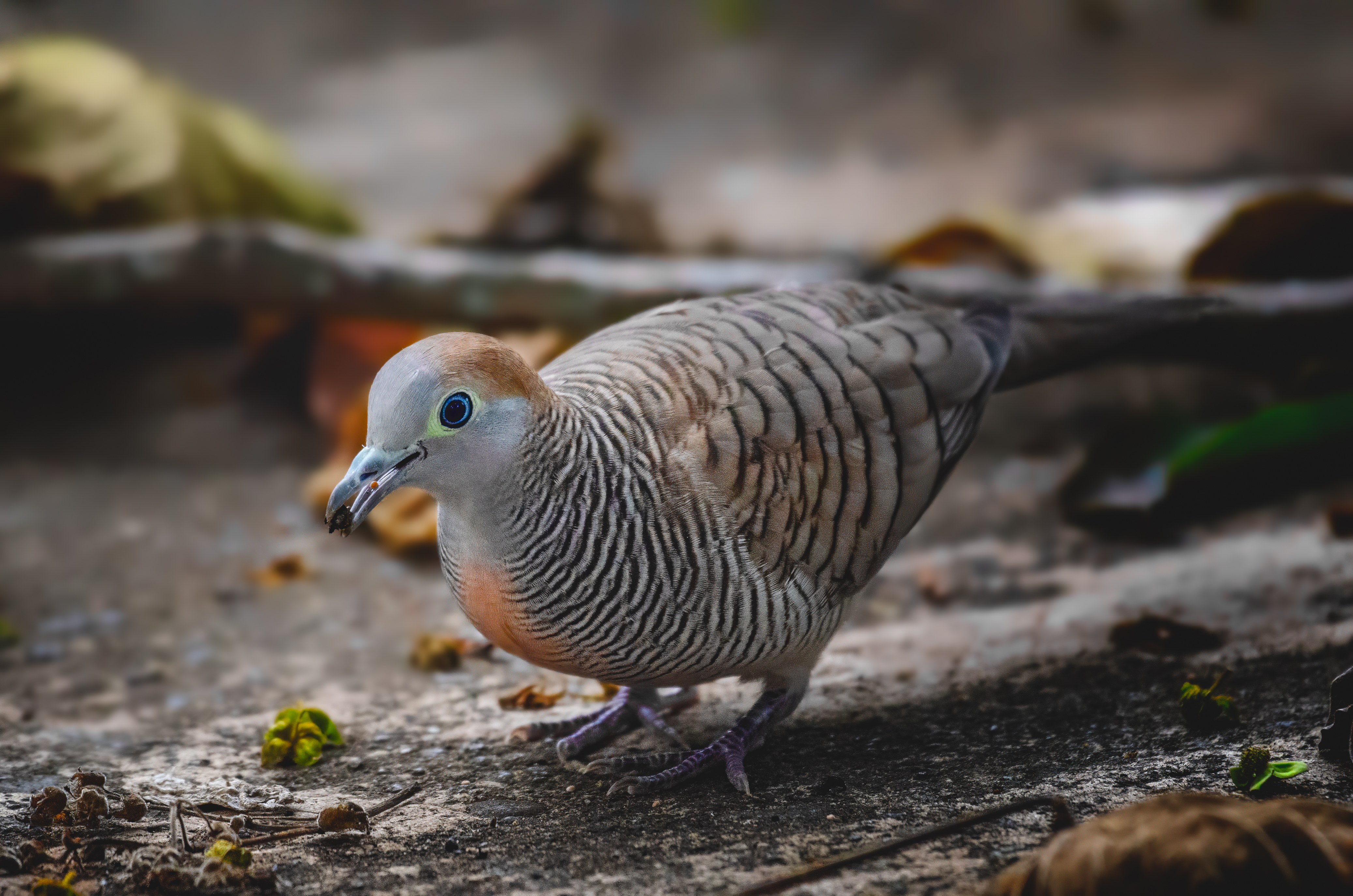
Une géopélie zébrée vers Cagayán de Oro aux Philippines, et ses étonnantes combinaisons de couleurs. Septembre 2020.

## Captivité
- comportement social : ne garder qu'un seul couple
- logement : volière extérieure ; verdure ; logement plus large que haut
- température ambiante : il leur faut un abri chauffé pour l'hiver
- alimentation : graines pour oiseaux exotiques ; œufs ; graines germées ; fruits ; légumes ; gravier
- activités : calmes ; bain de sable ; bain d'eau ; peuvent être apprivoisées
- nombre d'œufs : 2
- incubation : 12 à 13 jours